# Chôdes
Chôdes (Waals: Tchôde) is een gehucht in Bévercé, deelgemeente van de Waalse stad Malmedy in de Belgische provincie Luik. Het ligt zo'n twee kilometer ten noordoosten van het stadscentrum van Malmedy. Net zoals de op Chôdes aansluitende gehuchten G'Doûmont en Boussire, heeft het plaatsje vooral verspreide bewoning op een heuvelrug.

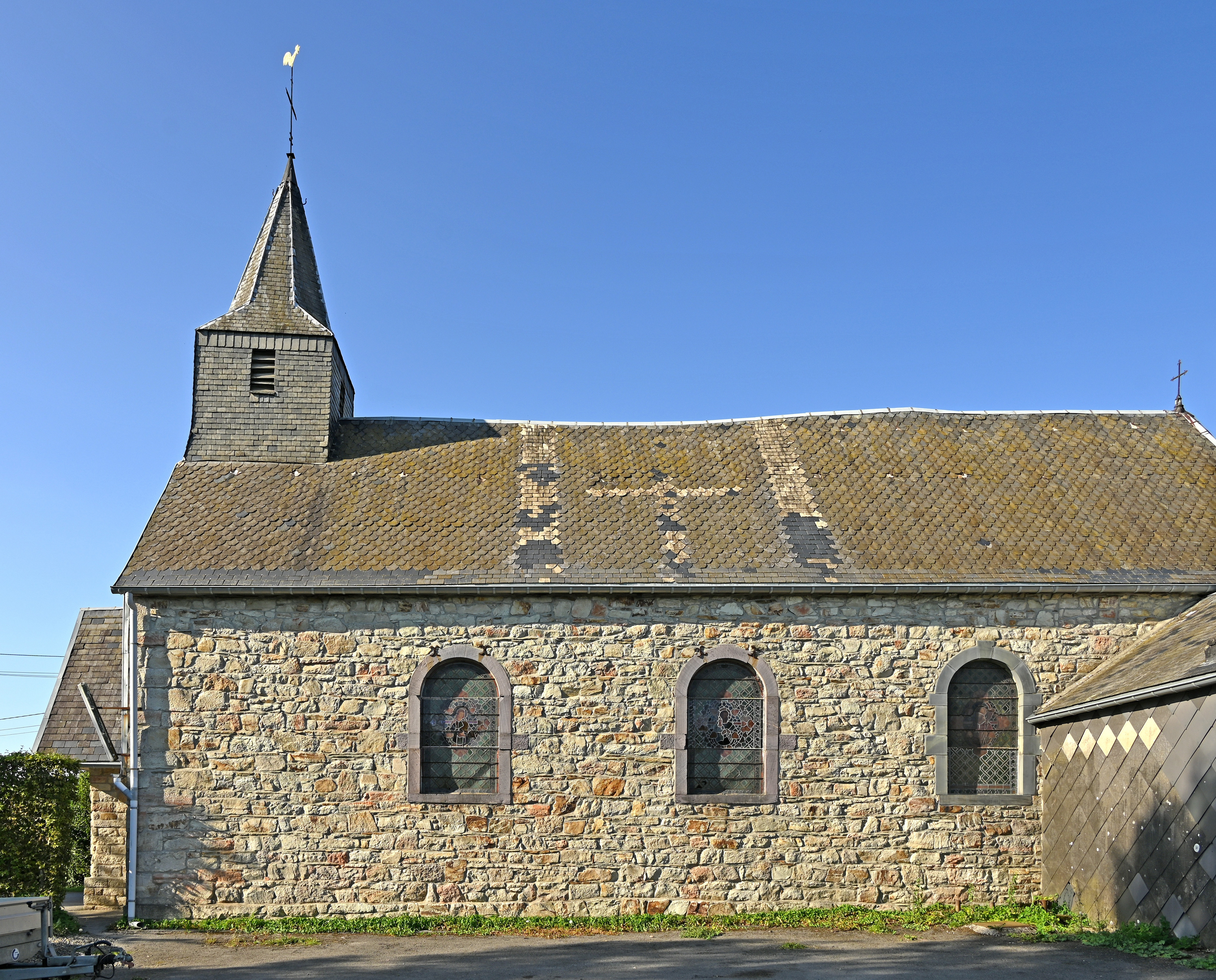
Chapelle Saint-Quirin

## Geschiedenis
Op de Ferrariskaart uit de jaren 1770 is het gehucht Chode weergegeven. Tijdens de Franse bezetting op het eind van de 18de eeuw was het gebied deel van het Franse departement Ourthe; daarna was het in de 19de eeuw onderdeel van de Pruisische Rijnprovincie. In 1887 werden verschillende landelijke dorpjes en gehuchtjes rond de stad Malmedy samengebracht in een nieuwe gemeente (Landbürgermeisterei) Bévercé. Binnen die gemeente werd Chôdes ondergebracht in de sectie (Landgemeinde) Géromont.
Na de Eerste Wereldoorlog werd het gebied met de gemeente Bévercé als deel van de Oostkantons aangehecht bij België.
Bij de gemeentelijke herindelingen werd Bévercé in 1977, met het gehucht Chôdes, bij de gemeente Malmedy gevoegd.

## Ligging
De plaats ligt ten noordoosten van Malmedy; over de weg bedraagt de afstand tot Malmedy-centrum slechts drie kilometer. Het meer oostelijk en eveneens rond de Route du Barrage gelegen gehucht G'Doûmont is grotendeels samengegroeid met Chôdes.
De hoogste delen van het dorpje liggen meer dan 550 meter boven de zeespiegel. Chôdes ligt op een heuvelrug ten zuiden van de Warche en ten noorden van de Warchenne. Deze vlakbij gelegen rivieren liggen in dalen die ruim 100 meter lager liggen. Vanop de verschillende heuveltoppen om en bij het dorp is er een zicht op de plaatsen Baugnez, Arimont, Géromont, Longfaye en Stavelot, evenals op de verbindingsweg richting Xhoffraix.

## Economie
De landbouw en houtkap waren gedurende lange tijd de belangrijkste inkomstenbronnen van de mensen van het dorp en de streek, maar gedurende de laatste decennia is het belang hiervan gedaald. Wel zijn er nog steeds verschillende grote boerderijen. Tegenwoordig vormt ook het toerisme voor een bron van inkomsten.

## Verkeer en vervoer
Door Chôdes loopt de Route du Barrage (N681), de verbindingsweg die opklimt vanuit Malmedy, en die stad met Robertville verbindt.

## Toerisme

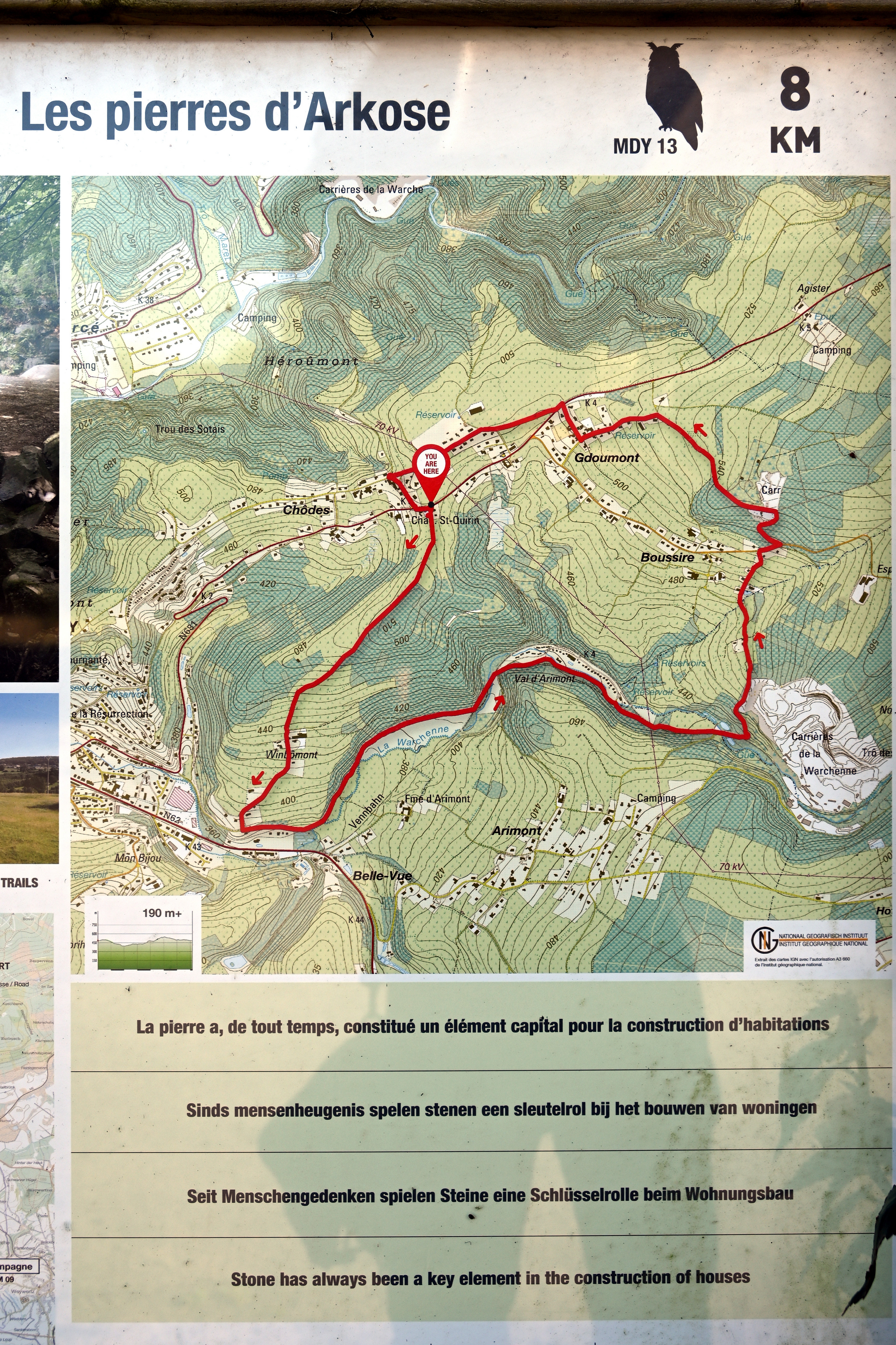
Wandelroute in Chôdes

Het gebied rondom Chôdes is zeer groen en heuvelachtig en is dan ook vooral in trek bij natuurliefhebbers, wandelaars en fietsers. Er is weliswaar ook een groot paintball-terrein bij het dorp. Zowel doorheen de heuvels als doorheen de valleien van de nabijgelegen Warche en de kleinere Warchenne zijn er voorts verschillende wandelroutes uitgestippeld.
Ten westen van het dorp – op de hoogste heuvel van heel Malmedy – was er reeds vanaf de jaren 1970 een groot bungalowpark, het Domaine de Chôdes. Het domein was weliswaar de laatste jaren in verval geraakt en in 2015 kreeg het domein met Les Terrasses de Malmedy een nieuwe naam. Een Vlaams vastgoedbedrijf nam het over en verkocht de 43 vakantiewoonsten en 100 vakantieappartementen aan particulieren. In 2015 begon de renovatie tot een modern vakantiepark, die het dagblad La Meuse "emblematisch voor het toerisme in de regio" noemde.
Meer in het oosten van Chôdes is er La Petite Montagne, dat bestaat uit een groepsverblijf (15-60 personen) en een vakantiewoning (10-30 personen). Het is gevestigd in een boerderij uit 1856. In vakantiehuis Le Vieux Sanglier is er dan weer plaats voor 41 mensen. Behalve deze grotere accommodaties, zijn er ook kleinere verblijven, zoals Les Colombières.

## Erfgoed
- De Sint-Quirinuskapel. Op het hoogste punt van het centrale deel van het dorp, op een heuvel die zo'n 500 meter boven de zeespiegel ligt, bouwde men tussen 1812 en 1816 een grote en toegankelijke kapel.[12] Het gebouw, dat gewijd is aan de heilige Quirinus van Malmedy, is opgetrokken in lokale zandsteen, telt acht glas-in-loodramen en heeft een klokkentoren met een zeshoekig leien dak. In het jaar 1932 vond er een grondige verbouwing plaats.[1]

## Trivia
- Aangezien Malmedy een van de twee Franstalige gemeenten in België is waar taalfaciliteiten zijn voor Duitstaligen, kunnen de inwoners van Chôdes ook beroep doen op Duitstalige taalfaciliteiten.[13]
- De basisschool met naam École communale fondamentale de Chôdes ligt eigenlijk in G'Doûmont en niet in Chôdes zelf.[14]